# Kuklík
Kuklík är en ort i Tjeckien.   Den ligger i regionen Vysočina, i den centrala delen av landet, 130 km öster om huvudstaden Prag. Kuklík ligger 639 meter över havet och antalet invånare är 172.
Terrängen runt Kuklík är kuperad norrut, men söderut är den platt. Terrängen runt Kuklík sluttar österut.Runt Kuklík är det ganska tätbefolkat, med 100 invånare per kvadratkilometer. Närmaste större samhälle är Žďár nad Sázavou, 14,6 km sydväst om Kuklík. Trakten runt Kuklík består till största delen av jordbruksmark.